# Eddie Jobson
Pour les articles homonymes, voir Jobson.
Edwin Jobson (né le 28 avril 1955) est un claviériste et violoniste britannique connu pour son utilisation du violon et des synthétiseurs. Il a été membre de plusieurs groupes, dont Curved Air, Roxy Music, UK, Jethro Tull et très brièvement Yes. Il a fait également partie du groupe de Frank Zappa en 1976-77.
Mis à part son travail aux claviers, Eddie Jobson est également connu pour son jeu au violon. Il remporte le prix «Lifetime Achievement» aux Progressive Music Awards 2017.

## Premières années
Jobson est né à Billingham, Stockton-on-Tees, en Angleterre. Il commence à jouer du piano à l'âge de 7 ans et ajoute le violon l'année suivante. Plus tard, il fréquente la Bede Hall Grammar School, laissant à l'âge de 16 ans, son espoir de continuer à la Royal Academy of Music; Bien qu'il ait demandé et obtenu les qualifications nécessaires pour l'Académie, il n'est pas admis parce qu'il n'a que 16 ans. L'académie ferait des exceptions pour les jeunes de 17 ans, sous réserve d'un examen spécial, il est donc suggéré que Jobson passe l'année suivante à travailler dans un magasin de disques jusqu'à ce moment. Au lieu de cela, il choisit de jouer du piano dans une classe de ballet, et pour la production de théâtre occasionnelle. Cette période lui permet également d'explorer de nouveaux instruments, en particulier des synthétiseurs, ainsi que de faire la transition entre les genres musicaux.

## Du classique au rock
Jobson, avec un groupe de diplômés universitaires locaux, crée le groupe Fat Grapple, qui interprète des versions originales de musique et de reprises des groupes populaires des années 1970, Curved Air et Fairport Convention. Une performance locale au Redcar Jazz Club jumelait Fat Grapple en première partie de Curved Air, et c'est ici avec Jobson qui jouait du violon électrique, couvrant des titres dont la chanson à succès actuelle "Jig-a-Jig", c'est à partir de là que ses aptitudes sont vues par un plus large public. Peu après, lorsque le groupe Curved Air perd ses principaux membres, le claviériste Francis Monkman et le violoniste et claviériste Darryl Way, ils demandent à Jobson de les remplacer. À cette époque, il a 17 ans, mais la Royal Academy n'est déjà plus dans les plans de Jobson.
Le groupe a un certain succès régional avec leur album Air Cut de 1973. Ils font des tournées en Europe, mais ils sont dissous peu de temps après. En 2009, des bandes enregistrées précédemment sont publiées dans l'album Lovechild, qui comprend deux des compositions de Jobson, Joan et Paris By Night, deux pièces instrumentales.

## Roxy Music
Alors qu'il est encore avec Curved Air, Jobson fait la connaissance du chanteur de Roxy Music, Bryan Ferry, car leurs sœurs partagent une chambre à l'université. Après avoir écouté une performance de Curved Air, Ferry demande à Jobson de jouer des claviers et des synthétiseurs pour son album solo, These Foolish Things (1973). Avant la fin de l'enregistrement, il a non seulement fourni l'instrumentation requise, mais il avait également contribué en tant que compositeur, arrangeur et interprète de toutes les parties de violons de l'album.
En 1973, Jobson remplace Brian Eno chez Roxy Music. Il reste avec le groupe pour trois albums studio, Stranded, Country Life et Siren ainsi qu'un live Viva! et de nombreuses tournées avant que le groupe ne fasse une longue pause en 1976.
Tout au long des années 1970, Jobson continue à jouer des claviers et du violon pour une variété de groupes et de musiciens solo, notamment King Crimson sur l'album live USA paru en 1975, Phil Manzanera, Andy Mackay, John Entwistle, Bill Bruford, Roger Glover sur l'album concept The Butterfly Ball and the Grasshopper's Feast et d'autres.

## Frank Zappa
En tournée à la fin de 1975, Roxy Music joue en première partie du groupe de Frank Zappa à Milwaukee. C'est lors de ce concert que Jobson et Zappa se rencontrent. Après la fin de la tournée avec Roxy Music, Eddie Jobson passe une semaine au début de 1976 en voyage avec le groupe de Zappa au Canada, durant lequel Jobson et Zappa interprétèrent un répertoire varié dans des chambres d'hôtel et dans les coulisses des salles de concert. Jobson est finalement amené sur scène avec seulement quelques minutes pour effectuer ce qui est essentiellement une audition devant des milliers de fans de Zappa.
Une fois Roxy Music mis en pause en 1976, Eddie Jobson est très recherché. Il envisage une offre pour rejoindre Procol Harum, mais décide finalement de devenir membre du groupe de Frank Zappa. Bien que Jobson soit apparu sur la couverture de l'album Zoot Allures (1976), il ne joue sur aucun des morceaux enregistrés. Dans une interview donnée à Art Rock Magazine en 1995, Jobson explique que Zappa a toujours enregistré tout ce qui se trouvait dans le groupe au moment de sa sortie, et qu'il a fait la couverture de l'album: "Vous pouvez être dans le groupe quand il sort, ou peut-être quitter le groupe cinq ans avant la sortie de l'album, c'est comme ça qu'il fait des disques". Jobson fait cependant partie de l'album live Zappa in New York (publié en 1978) et Philly '76 que le label de Zappa publie à titre posthume en 2009.

## UK
En 1977, Jobson aide à former le supergroupe rock progressif UK. Au départ, le groupe comprend également Bill Bruford (batterie) et John Wetton (basse et chant), ex-membres de King Crimson et s'appelait Alaska. Ce n'est qu'à l'arrivée du guitariste Allan Holdsworth qu'ils optent pour le nom UK, Allan avait quant à lui déjà joué avec Soft Machine, The New Tony Williams Lifetime et Gong. Cependant, après leur premier album éponyme sorti en 1978 et la tournée suivante, Bruford et Holdsworth partent pour suivre d'autres directions musicales. C'est le batteur Terry Bozzio qui prend la relève, le groupe continue en trio et publie encore un autre album studio Danger Money en 1979 ainsi qu'un live Night After Night toujours en 1979 puis se sépare.

## Jethro Tull
Jobson est invité à participer à l'album solo du chanteur Ian Anderson de Jethro Tull, qui est finalement publié par Chrysalis Records en 1980 comme un album de Tull à part entière, A. Jobson, crédité en tant qu'invité spécial, joue des claviers et du violon électrique, et est cité sur les notes de couverture comme fournissant du matériel musical supplémentaire. Il reste avec le groupe pour leur tournée mondiale en 1980-1981.
Jobson se retrouve deux fois avec le groupe dans les années suivantes. Il joue des claviers et du violon lors de leur seul concert en 1985, à la place du claviériste Peter-John Vettese, à l'International Congress Centrum de Berlin, pour célébrer le 300e anniversaire de Johann Sebastian Bach. Jobson joue un rôle important dans l'interprétation du «Double Violin Concerto» de Bach. Il apparait également en tant qu'invité surprise pour le concert du groupe à East Rutherford, New Jersey, en novembre 1989.

## Yes
Jobson est brièvement membre de Yes en 1983 après le départ du claviériste Tony Kaye, sans toutefois avoir joué la moindre note. Ses seules apparitions officielles avec le groupe sont dans des photographies promotionnelles, et dans le vidéo pour Owner of a Lonely Heart, mais celui-ci est distribué après que Kaye ait rejoint et que Jobson soit reparti. Cela donne comme résultat qu'il apparait (bien qu'effacé autant que possible) dans la version originale du vidéo de la chanson. Jobson déclare sur son site Web qu'on lui avait demandé de remplacer Kaye, il hésitait à le faire avant d'avoir entendu la nouvelle version du groupe, puis de répéter à Londres. Il est retourné chez lui aux États-Unis en tant que membre à part entière de Yes et a commencé à apprendre le répertoire du groupe. Cependant, plusieurs semaines plus tard, il a reçu un appel de la direction du groupe l'informant que Kaye était de retour dans le groupe et que les deux se partageraient leurs tâches au clavier. Jobson a refusé et a quitté le groupe.

## Carrière solo
En 1983, Capitol Records / EMI a publié l'album solo de Jobson, The Green Album. La moitié des compositions originales ont été exécutées dans un format de bande utilisant des musiciens de session sur la batterie, la basse, et les guitares, pendant que l'autre moitié est instrumentals exécuté par Jobson sans accompagnement (sauf la basse sur une pièce). Chant, claviers et violon électrique ont été interprétés par Jobson.
Deux ans plus tard, Eddie fait un changement significatif de genre de la musique rock progressif aux styles de nouvel âge avec Theme of Secrets. Cette version de 1985 par le label new-age Private Music, a été enregistrée uniquement en utilisant le Synclavier et des échantillonnages (samplings). La même année, il compose et interprète trois compositions pour piano sur l'album de compilation du label, Piano One.

## Musique pour le cinéma et la télévision
Tout au long des années 1980 et 1990, Jobson a également connu une carrière fructueuse en tant que compositeur de bandes sonores pour la télévision et le cinéma. Il a marqué près de 100 épisodes de la série télévisée Nash Bridges avec Don Johnson (1996-2001). Il a été arrangeur de musique pour chorale pour deux sorties de Walt Disney Pictures en 2003, Le Manoir hanté et les 999 Fantômes et Frère des ours, cette dernière avec Phil Collins, Mark Mancina, Tina Turner, les Blind Boys of Alabama et The Bulgarian Women's Choir.
Jobson a également composé de la musique pour le monde de la publicité, notamment le spot publicitaire «California Zephyr» d'Amtrak, dans lequel Richie Havens a chanté There's Something About A Train That's Magic. Pour sa notation et sa direction musicale sur cet effort, Jobson a remporté le Clio Award pour la musique originale en 1988. Il a continué à recevoir des récompenses Clio Award comme gagnant ou finaliste pour un certain nombre d'années en cours.

## Global Music Media Arts
En 2000, Jobson crée son propre label, Globe Music Media Arts, où il produit / diffuse une variété de ce qu'il appelle «une fusion d'autres styles musicaux un peu plus cultivés» [11], notamment l'album de 2000 du Chœur des femmes bulgares. La vie. En plus des tâches de production, il a également contribué à trois nouvelles compositions (initialement prévues pour le projet de réunion perpétuelle en cours au Royaume-Uni appelé Legacy), et jouer du violon sur deux des nouvelles pièces. Un deuxième label, Glo Digital, a supplanté le label original en 2009, lorsque Jobson s'est tourné vers les fichiers musicaux téléchargeables. En 2010, il a lancé le Zealots Lounge, une alternative de marketing par abonnement aux ventes de musique au détail traditionnelles. Jobson a comparé ceux qui participent à ce programme en tant que «mécènes modernes des arts».

## Retour sur la scène
Le Festival de la Création de la Paix à Kazan, au Tatarstan, le 30 août 2008, a vu le retour de Jobson sur scène après plus de deux décennies. Il a joué du violon sur une chanson avec le groupe Patti Smith, une chanson avec Fairport Convention, et deux chansons ("Red" et "Larks 'Tongues dans Aspic, Part 2") avec le Crimson ProjeKCt. En plus de rejoindre cette collection de musiciens, Jobson a également joué des solos de piano et de violon à la B1.

## UKZ
En octobre 2007, Jobson a annoncé la formation d'un nouveau groupe, UKZ, avec Trey Gunn, Marco Minnemann, Alex Machacek et Aaron Lippert. Leur EP, Radiation, est disponible depuis la boutique en ligne de Globe Music en janvier 2009 et a été publié sur Glo Digital en mars 2009; une vidéo de 7:48 de la chanson de titre a été libérée plus tôt, apparaissant sur YouTube en janvier 2009. [18] Le premier concert du groupe a eu lieu à l'hôtel de ville de New York le 24 janvier 2009. Quelques mois plus tard, en juin, UKZ a également joué quatre dates au Japon dans les villes de Tokyo, Nagoya et Osaka. De plus, le 9 août 2009, Jobson a organisé un concert unique avec Curved Air à Chislehurst, dans le Kent.

## 30e anniversaire de UK
En novembre 2009, Jobson a réuni John Wetton, ancien membre de Roxy Music et UK, pour ce qui a été qualifié de "30ème Anniversaire de UK avec trois représentations en Pologne (dans les villes de Cracovie, Varsovie et Bydgoszcz).

## Projet U-Z
Au cours de l'année 2009, Jobson a également créé un groupe d'interprétation auxiliaire, le «projet U-Z», qui comprenait une liste renouvelée de musiciens invités; Ces ensembles continuent de se produire lors de concerts en Amérique du Nord et Centrale, en Europe et au Japon. Les musiciens participants sont John Wetton, Alex Machacek, Marc Bonilla et les batteurs Marco Minnemann, Mike Mangini, Virgil Donati, Gary Husband et Simon Phillips.
En janvier 2010, Jobson a été nommé au comité consultatif technique du fabricant de claviers basé à Austin, au Texas, Infinite Response. Il a participé au développement du contrôleur de clavier MIDI VAX77, que Jobson a présenté au NAMM Show de janvier 2010 à Anaheim en Californie. Le projet U-Z de Jobson a titré NEARfest à Bethlehem, en Pennsylvanie, le 20 juin 2010. Un CD live compilé à partir de diverses performances U-Z en 2009 a été publié en tant que Ultimate Zero - The Best of U-Z Live in Japan en novembre 2010.
En janvier 2011, Jobson a donné une série de «classes de maître» au Japon, avec des performances de compositions tout au long de sa carrière et des discussions magistrales sur sa musique. En avril de la même année, UK avec Jonson-Wetton ainsi que Alex Machacek (guitare) et Marco Minnemann (batterie) complètent la formation de quatre musiciens. Jobson a dirigé le festival Zappanale 2011 le 21 août à Bad Doberan, en Allemagne, et a joué un concert plus tôt à Zoetermeer, Pays-Bas le 19 août, avec un line-up de Marc Bonilla (chant / basse), Alex Machacek (guitare) et Marco Minnemann (batterie).

## Trio UK et Tournée Réunion
Au début de l'année 2012, Jobson a confirmé qu'il avait reformé le trio britannique Jobson, John Wetton et Terry Bozzio pour une tournée mondiale unique, qui a eu lieu de mai à juin 2012, avec des dates de trio dans Amérique du Nord et Japon. Cependant, Bozzio n'a pas rejoint les concerts d'été supplémentaires en Europe, où le batteur Gary Husband a assumé ce rôle. Alex Machacek (guitare) a également été ajouté à la composition du groupe. Jobson, Wetton, Machacek et Husband étaient également en tête d'affiche à NEARFest Apocalypse à Bethlehem, en Pennsylvanie. En outre, le trio de Jobson, Wetton et Bozzio a prolongé ses performances avec un voyage de mars 2013 lors du voyage inaugural de l'excursion rock progressif Cruise to the Edge, où ils ont été à l'affiche avec Yes et Steve Hackett.

## Tournée 40e anniversaire
Jobson a marqué le quarantième anniversaire du début de sa carrière musicale professionnelle avec une courte tournée au Japon en novembre 2013. Il a été accompagné d'un groupe de musiciens de sa carrière, dont John Wetton, Sonja Kristina, Alex Machacek, Marco Minnemann, Aaron. Lippert, et Ric Fierabracci. Il a interprété des chansons qui ont duré quatre décennies, y compris la musique de Curved Air, Roxy Music, UK, UKZ, ainsi que ses projets solo, à des salles à guichets fermés à Tokyo et Osaka.

## TournéeFallen Angels
En avril 2017, Jobson et Marc Bonilla ont lancé le Fallen Angels Tour, un hommage à la musique de John Wetton et Keith Emerson, qui a débuté au stade Under The Bridge de Londres au stade Stamford Bridge de Chelsea, le 22 avril.

## Discographie

### Solo
- Yesterday Boulevard b/w On a Still Night (Island WIP-6287) (1976)
- Zinc - The Green Album (1983)
- Theme of Secrets (1985)
- Ultimate Zero – The Best of the U-Z Project Live (2010)
- Four Decades (2015)

### Curved Air
- Air Cut (1973)
- Lovechild (1990) - Enregistré en 1973

### Roxy Music
- Stranded (1973)
- Country Life (1974)
- Siren (1975)
- Viva! (1976)

### UK
- UK (1978)
- Danger Money (1979)
- Night After Night (1979)
- Concert Classics, Vol. 4 (1999)
- Reunion – Live in Tokyo (2013)
- Curtain Call (2015)

### UKZ
- Radiation (2009) - Extended Play

### Participations

#### Bryan Ferry
- These Foolish Things (1973) -
- Let's Stick Together (1976) - Avec David O'List, John Wetton, Mel Collins, Morris Pert, Rick Wills, Vicky Brown, etc.

#### Andy Mackay
- In Search of Eddie Riff (1974) - Avec Roger Glover, Phil Manzanera, Brian Eno, etc.

#### Phil Manzanera
- Diamond Head (1975) - Avec John Wetton, Brian Eno, Ian McDonald, etc.
- Listen Now (1977) - Avec Mel Collins, Kevin Godley, Lol Creme, Brian Eno, Dave Mattacks, etc.
- Guitarissimo (compilation) (1986)

#### King Crimson
- USA (1975) - Eddie au violon sur 2 et 7, piano électrique sur 3.

#### John Entwistle
- Mad Dog (1975) - Eddie au piano et violon.

#### Frank Zappa
- Zappa in New York (enregistré entre le 26 et le 29 décembre 1976, publié en 1978)
- Philly '76 (2009) - Enregistré en 1976.

#### Bill Bruford
- One of a Kind  (1979) - violon sur Forever Until Sunday.

#### Jethro Tull
- A (1980)

#### The Bulgarian Women's Choir — Angelite
- Voices of Life (2000) - Eddie, direction artistique, design, production.

## Musique pour la télé
- Nash Bridges (1996 - 2001)

## Musique pour le cinéma
- The Haunted Mansion (2003) - Musique de Mark Mancina, Eddie a été arrangeur de musique pour chorale.
- Brother Bear (2003) - Musique de Mark Mancina, chansons de Phil Collins, Eddie a été arrangeur de musique pour chorale.